# SR.N4
SR.N4 (сокр. Saunders-Roe Nautical 4, также Mountbatten class) — тип британских грузопассажирских судов на воздушной подушке.
Использовались в качестве автомобильных паромов, являлись крупнейшими в мире судами на воздушной подушке. Производитель — British Hovercraft Corporation — предприятие, образованное слиянием компаний Saunders-Roe и Vickers Supermarine в 1966. Первые испытания — 1968. С 1968 по 2000 год суда SR.N4 выполняли регулярные рейсы через Ла-Манш.

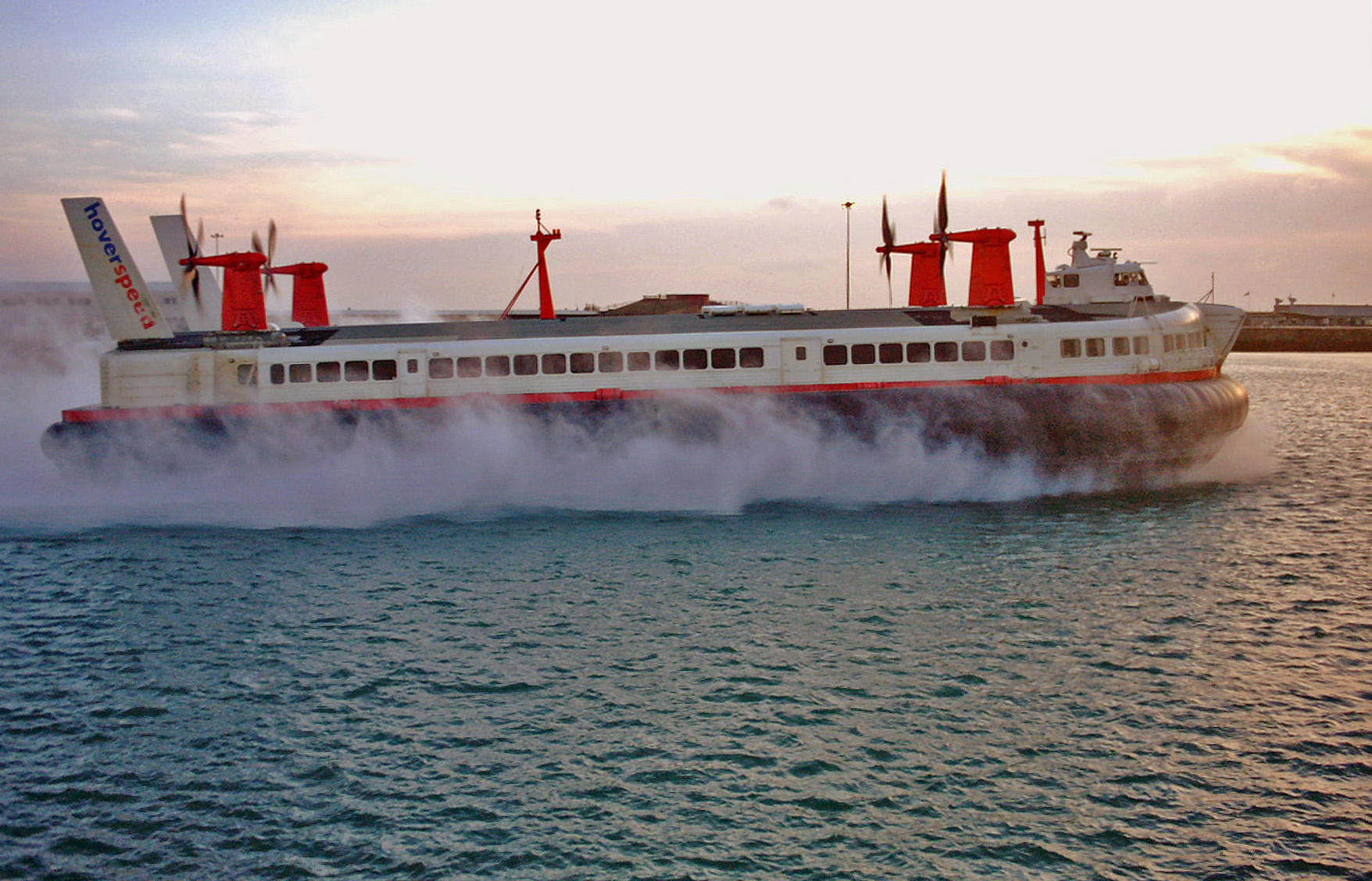
Mark III SR.N4 — последний рейс в Дувр 1 октября 2000

## Конструкция судна
Судно с сопловой воздушной подушкой с гибким ограждением. Выпускалось, по мере совершенствования, в трёх модификациях. Последняя, Mark 3, вмещала до 418 пассажиров в салонах плюс до 60 автомобилей в автомобильном трюме, общая грузоподъемность — 112 тонн. Судно оснащено силовой установкой из четырёх ГТД Rolls-Royce Proteus мощностью 3800 л. с. на валу (Mk.III). Гондолы двигателей поворотные, воздушные винты диаметром 6,4 метра.

## Использование судна
Первое судно, Princess Margaret, вышло на регулярные рейсы через Ла-Манш между Дувром и Булонью в конце 1968, затем добавился и маршрут Рамсгейт-Кале. Время рейса Дувр-Булонь составляло около 35 минут. Выполнялось до шести рейсов в день. Рекорд по времени пересечения пролива на маршруте через Ла-Манш (для коммерческого судна на воздушной подушке) — 22 минуты — был установлен судном SR.N4 Mk.III Princess Anne 14 сентября 1995 года

на утреннем рейсе в 10:00
.
Два главных оператора судов (Seaspeed и Hoverlloyd) объединились в 1981 в компанию Hoverspeed, которая эксплуатировала шесть судов SR.N4 (всех модификаций). После постройки тоннеля под Ла-Маншем эксплуатация судов оказалась нерентабельной. Работа судов на линии прекращена в 2000 году.
Построенные суда:

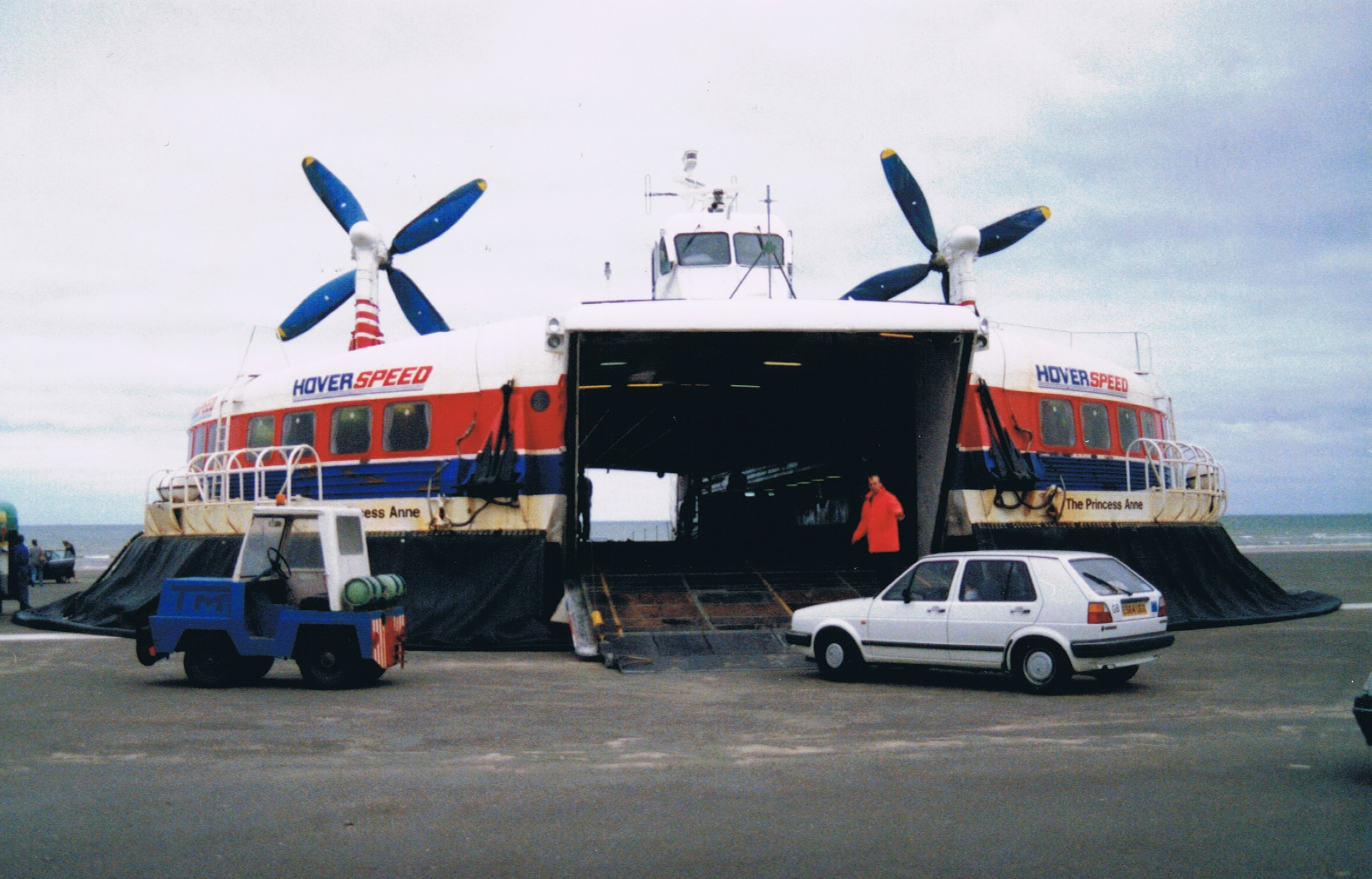
Princess Anne в 1989

- 01 — GH-2006 Princess Margaret, 1968
- 02 — GH-2004 Swift
- 03 — GH-2005 Sure
- 04 — GH-2007 Princess Anne
- 05 — GH-2008 Sir Christopher
- 06 — GH-2054 The Prince of Wales

## Технические характеристики
| Наименование                | Показатель                      | Показатель                      | Показатель                         |
| Наименование                | Mark 1                          | Mark 2                          | Mark 3                             |
| --------------------------- | ------------------------------- | ------------------------------- | ---------------------------------- |
| Длина габаритная, м         | 39,68                           | 39,68                           | 56,38                              |
| Высота габаритная, м        | 11,48                           | 11,48                           | 11,48                              |
| Масса, брутто, т            | 165                             | 200                             | 320                                |
| Силовая установка           | 4 ГТД Rolls-Royce Proteus       | 4 ГТД Rolls-Royce Proteus       | 4 ГТД Rolls-Royce Proteus          |
| Мощность, л. с.             | 3400                            | 3400                            | 3600                               |
| Максимальная скорость, км/ч | 130                             | 130                             | 130                                |
| Крейсерская скорость, км/ч  | 110                             | 110                             | 110                                |
| Расход топлива, кг/час      | 4000                            | 4000                            | 4400                               |
| Полезная нагрузка           | 30 автомобилей + 250 пассажиров | 36 автомобилей + 278 пассажиров | до 60 автомобилей + 418 пассажиров |